# Urban Cone
Urban Cone é uma banda sueca de indie pop de Estocolmo, formada em 2010 pelos membros atuais Emil Gustafsson (vocais, baixo), Rasmus Flyckt (vocais, teclados), Tim Formgren (guitarra) e Jacob William Sjöberg (teclado) e pelo ex-membro Magnus Folkö (bateria), enquanto todos os membros compartilhavam a mesma paixão pela música ainda no colégio.
O álbum de estreia da banda, a Our Youth foi lançado, em 2013, e foi gravado e produzido na sala de estar de Flyckt. Ele foi seguido pelo segundo álbum, Polaroid Memories que foi lançado em 2015.

## Carreira musical
O grupo encontrou seu primeiro sucesso no final de 2010 com seu single de estreia, "Urban Photograph", que recebeu elogios e a exposição em blogs de música em todo o mundo e atingiu o pico de #2 no Hype Machine após o lançamento da banda Our Youth EP, em dezembro de 2012. O EP recebeu críticas positivas, com Earmilk.com escrevendo: "O EP exemplifica o que o Urban Cone está no seu melhor, permanecendo fiel às suas raízes e apresentando honestidade, corajosa no dance/pop."
Após o lançamento de Our Youth, o Urban Cone tentou entrar no mercado americano em janeiro de 2013 performando na Cidade de Nova York, Brooklyn, Los Angeles e San Francisco. Em 8 de maio de 2013, o grupo soltou o seu álbum de estreia, Our Youth, que recebeu mais de nove milhões de audições, apenas alguns meses depois de seu lançamento. O grupo recebeu elogios de blogs de música, tais como BrooklynVegan, Vice/Thump, Idolator e Stereogum.
Em 2014, o Urban Cone colaborou com Porter Robinson em sua canção "Lionhearted". Seu próximo single, "Sadness Disease", foi lançado em 7 de outubro e descrito pela Billboard como uma "melhoria em primeiro lugar, porém letras são um mergulho ainda mais fundo na tristeza, solidão e exaustão". "Nós escrevemos a música numa tentativa de criar o sol. É um reacionário impulso para criar uma luz na escuridão. Se você ouvir as letras, verá que ela é escura. É uma música que é feita para dançar," Flyckt disse sobre a música. O Urban Cone lançou o seu segundo álbum, Polaroid Memories, em 29 de abril de 2015.
O Urban Cone tem colaborado com artistas da música eletrônica, Porter Robinson e John Dahlbäck e com a colega musicista sueca Tove Lo.
Atualmente o grupo está trabalhando em seu terceiro álbum, que será lançado pela Interscope Records/Universal Sweden. As novas músicas contém influências do hip-hop, enquanto mantém sem esforço melodias pop suecas. "Com os dois primeiros álbuns, nós não dizemos às pessoas o que as músicas eram sobre, porque queríamos que o público tivesse a sua própria história para que eles pudessem ser sobre, porém, desde então, nós já sentimos como é realmente importante para nós, dizer às pessoas a pensar de uma maneira diferente," Gustafsson disse sobre o novo som do Urban Cone.
O Urban Cone citou Tame Impala e Arcade Fire como algumas de suas maiores influências.

## Discografia

### Álbuns de estúdio
| Título            | Detalhes do álbum                                                                                          | Melhores posições |
| Título            | Detalhes do álbum                                                                                          | SUE               |
| ----------------- | --- | ----------------- |
| Our Youth         | - Lançado: 1 de janeiro de 2013 (SUE) - Gravadora: Universal Music Sweden - Formatos: CD, download digital | 20                |
| Polaroid Memories | - Lançado: 29 de abril de 2015 (SUE) - Gravadora: Universal Music Sweden - Formatos: CD, download digital  | 26                |

### EP's
| Título               | Detalhes                                                                                                 |
| -------------------- | --- |
| Our Youth Pt. 1 - EP | - Lançamento: 1 de janeiro de 2011 - Gravadora: Universal Music Sweden - Formatos: CD, download digital  |
| Our Youth Pt. 2 - EP | - Lançamento: 1 de janeiro de 2012 - Gravadora: Universal Music Sweden - Formatos: CD, download digital  |
| Our Youth EP         | - Lançamento: 4 de dezembro de 2012 - Gravadora: Universal Music Sweden - Formatos: CD, download digital |

### Singles

#### Como artista principal
| Título                                                                          | Ano  | Melhores posições | Álbum                |
| Título                                                                          | Ano  | SUE               | Álbum                |
| ------------------------------------------------------------------------------- | ---- | ----------------- | -------------------- |
| "Urban Photograph"                                                              | 2011 | —                 | Our Youth            |
| "Searching for Silence"                                                         | 2012 | —                 | Não incluso em álbum |
| "Our Youth"                                                                     | 2012 | —                 | Our Youth            |
| "New York"                                                                      | 2013 | —                 | Polaroid Memories    |
| "Sadness Disease"                                                               | 2014 | —                 | Polaroid Memories    |
| "Robot Love"                                                                    | 2015 | —                 | Polaroid Memories    |
| "Come Back to Me" (com participação de Tove Lo)                                 | 2015 | —                 | Polaroid Memories    |
| "Polaroid Memories"                                                             | 2015 | —                 | Polaroid Memories    |
| "Weekends"                                                                      | 2015 | —                 | Polaroid Memories    |
| "Old School"                                                                    | 2017 | 45                | Não incluso em álbum |
| "—" denota singles que não entraram nas paradas ou não foram lançados no local. |      |                   |                      |

#### Como artista convidado
| Título                                                                     | Ano  | Álbum                |
| -------------------------------------------------------------------------- | ---- | -------------------- |
| "Embrace Me" (John Dahlbäck com participação de Urban Cone & Lucas Nord)   | 2012 | Não incluso em álbum |
| "Let Us Stay Young" (Lucas Nord com participação de Urban Cone)            | 2012 | Islands              |
| "Embrace Me Part II" (Lucas Nord com participação de Urban Cone)           | 2013 | Islands              |
| "We Were Gods" (John Dahlbäck com participação de Urban Cone & Lucas Nord) | 2013 | Não incluso em álbum |
| "Lionhearted" (Porter Robinson com participação de Urban Cone)             | 2014 | Worlds               |

### Outras aparições
| Título                                                | Ano  | Álbum   |
| ----------------------------------------------------- | ---- | ------- |
| "Islands" (Lucas Nord com participação de Urban Cone) | 2013 | Islands |